# Adrien Franchet

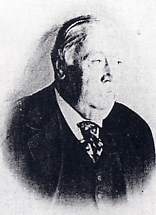
Adrien René Franchet

Adrien René Franchet (* 21. April 1834 in Pezou; † 15. Februar 1900 in Paris) war ein französischer Botaniker. Sein offizielles botanisches Autorenkürzel lautet „Franch.“

## Leben und Wirken
Franchet war am Jardin des Plantes in Paris tätig. Seine Spezialgebiete waren Pflanzen aus dem französischen Département Loir-et-Cher sowie asiatische Pflanzen aus China und Japan. Für seine Studien an asiatischen Pflanzen zog er die Pflanzensammlungen von Armand David (1826–1900), Pierre Jean Marie Delavay (1834–1895), Paul Guillaume Farges (1844–1912) und anderen heran.

## Ehrungen
Nach ihm benannt sind die Pflanzengattungen Franchetia Baill. aus der Familie der Rötegewächse (Rubiaceae), Franchetella Kuntze aus der Familie der Doldenblütler (Apiaceae) und Sinofranchetia (Diels) Hemsl. aus der Familie der Fingerfruchtgewächse (Lardizabalaceae).

## Schriften (Auswahl)
Bücher
- Essai sur les espèces du genre Verbascum […]. In: Mémoires de la Société académique de Maine et Loire. Band 22, 1868, S. 65–204 (Digitalisat).
- Enumeratio plantarum in Japonia sponte crescentium hucusque rite cognitarum, adjectis descriptionibus specierum pro regione novarum, quibus accedit determinatio herbarum in libris japonicis So Mokou Zoussetz xylographice delineatarum. 2 Bände, F. Savy, [1873–]1875–1879 (Band 1, Band 2) – mit Paul Amédée Ludovic Savatier (1830–1891)
- Mission G. Révoil aux pays Çomalis. Faune et flore. Sertulum somalense. [Paris 1882]. (Digitalisat).
- Plantae davidianae ex sinarum imperio. 2 Teile, G. Masson, Paris 1884–1888 (Band 1, Band 2).
- Flore de Loir-et-Cher, comprenant la description, les tableaux synoptiques et la distribution géographique des plantes vasculaires qui croissent spontanément ou qui sont généralement cultivées dans le Perche, la Beauce et la Sologne, avec un vocabulaire des termes de botanique. E. Constant, Blois 1885 (Digitalisat).
- Plantae delavayanae plantes de Chine recueillis au Yun-nan par l’Abbé Delavay. 3 Teile, Paul Klincksieck, Paris 1889[–1890] (Teil 1, Teil 1–3).

Zeitschriftenbeiträge
- Note sur une nouvelle espèce de Cirse. In: Paul Constant Billot: Annotations à la flore de France et d’Allemagne. V. Edler, Hagenau 1857, S. 109–110 (Digitalisat).
- Essai sur la distribution géographique des plantes phanérogames dans le département de Loir-&-Cher. In: Bulletin de la Société archéologique du Vendômois. Band 5, 1866. S. 75–100 (Digitalisat).
- Contributions à la flore du Congo Français. In: Société d’histoire naturelle d’Autun. Bulletin. Band 8, 1895, S. 309–391 (Digitalisat, Digitalisat).
  - = Contributions à la flore du Congo Français. Famille des Graminées. Dejussieu père et fils, Autun 1896 (Digitalisat).

Sonstige
- Phanérogamie. In: Mission scientifique du cap Horn, 1882–1883. Band 5: Botanique. Paris 1889, S. 315–397 (Digitalisat).